# یاکوشه
یاکوشه (به لاتین: Jakusze) یک روستا در لهستان است که در گمینا تژبیشوو واقع شده‌است.